# E34
La ruta europea E34 és una carretera que forma part de la Xarxa de carreteres europees. Comença a Knokke (Bèlgica) i finalitza a Bad Oeynhausen (Alemanya). Té una longitud de 489 km. Té una orientació d'est a oest i passa per Bèlgica, Països Baixos i Alemanya.